# Leccinum
Genre
Les Leccinum forment un genre de champignons basidiomycètes de la famille des boletacées. Ils sont regroupés en français sous le terme générique de « bolets rudes » ou « bolets raboteux » en référence à leur pied rugueux.
Le genre comprendrait 40 à 50 espèces, différenciées par leur habitat et surtout leurs caractéristiques microscopiques. Ils sont tous de médiocres comestibles, bien que ceux à chapeau orangé soient plus acceptables. Néanmoins, il est préférable de les cueillir jeunes car leur chair devient vite spongieuse.

## Étymologie
Le genre tire son nom de leccio désignant le chêne vert. Cette origine n'a d'intérêt qu'historique, les Leccinum n'étant pas strictement liés au chênes verts et ceux l'étant ont été reclassés dans le genre Leccinellum.

## Description
Ils se reconnaissent tous à leur pied très élancé, sans réseau de veines, mais couvert d'aspérités ou de mèches plus ou moins fines et diversement colorées. Leur chair noircit souvent plus ou moins à la cassure et surtout à la cuisson, en raison du brunissement enzymatique, ce qui rend parfois certaines espèces peu appétissantes.

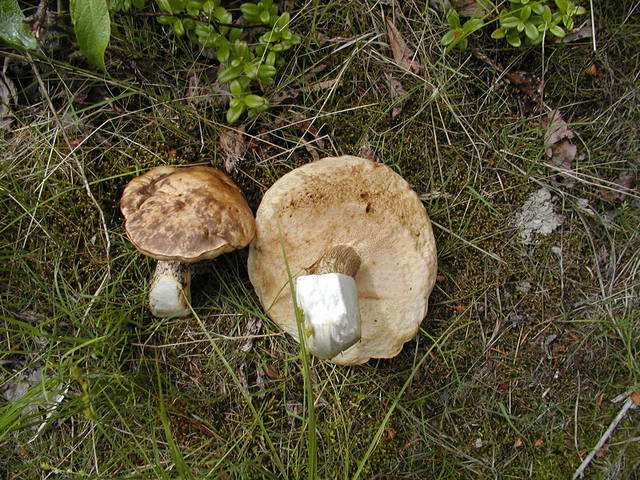
Leccinum alaskanum
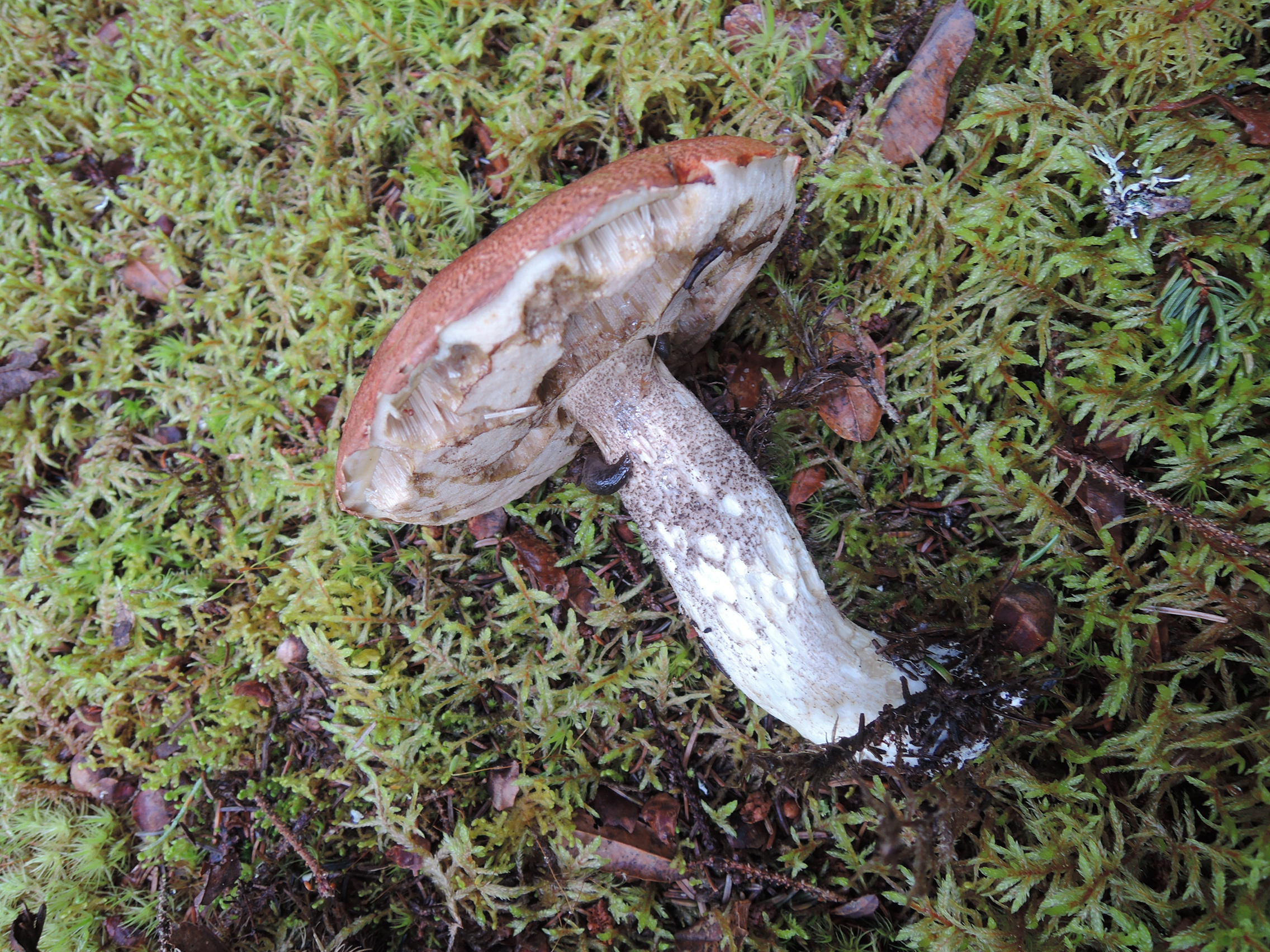
Leccinum arenicola
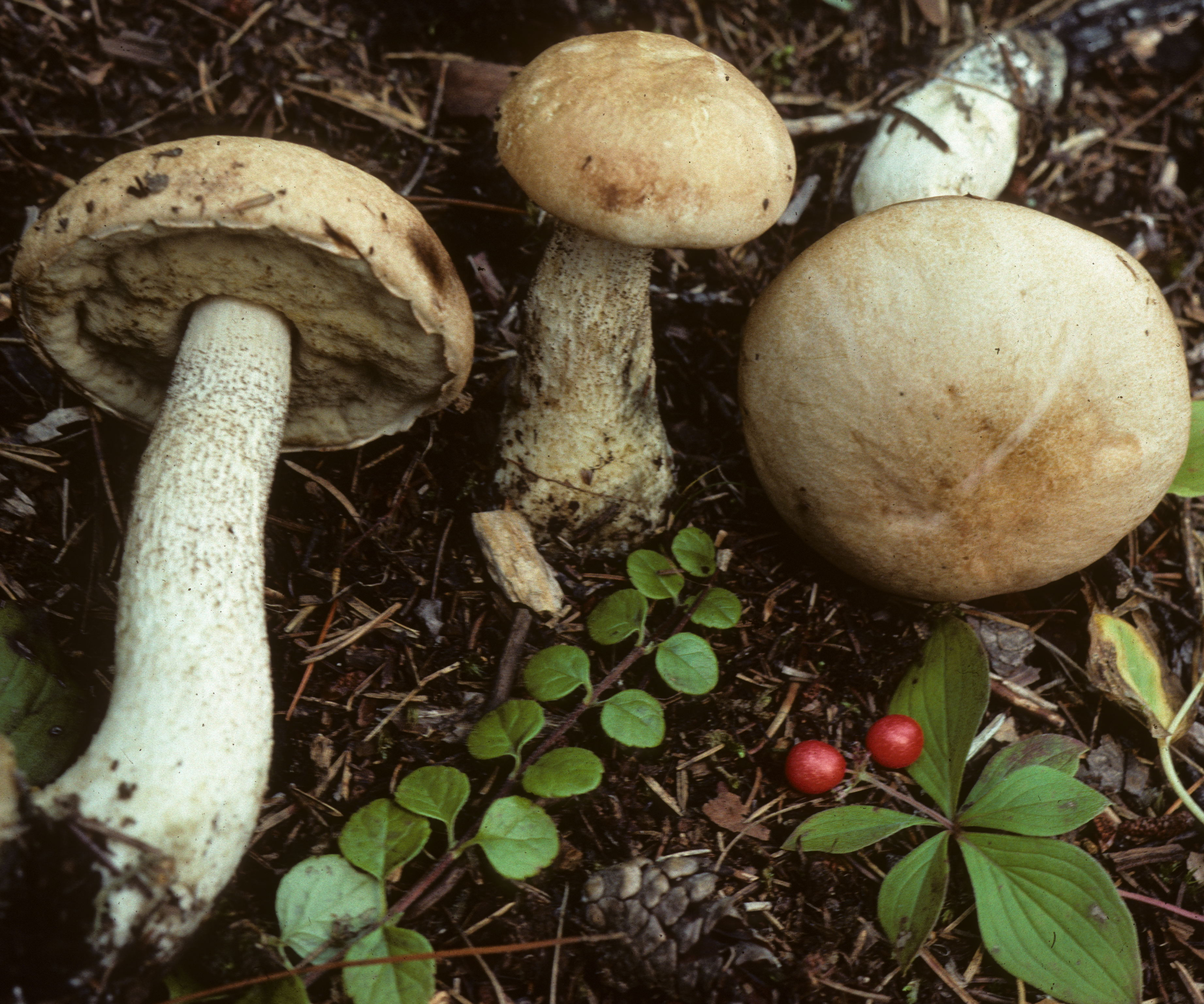
Leccinum areolatum
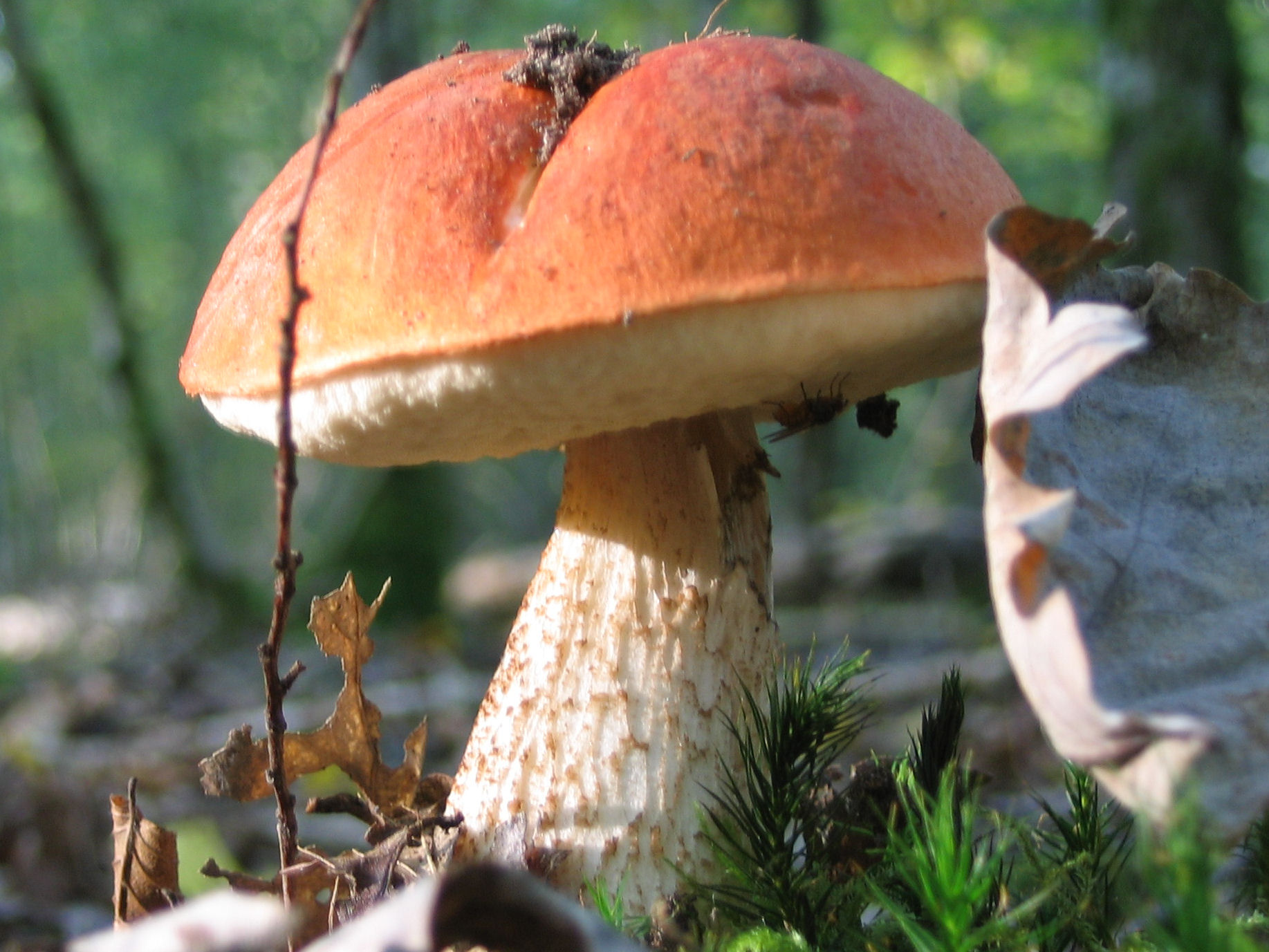
Leccinum aurantiacum
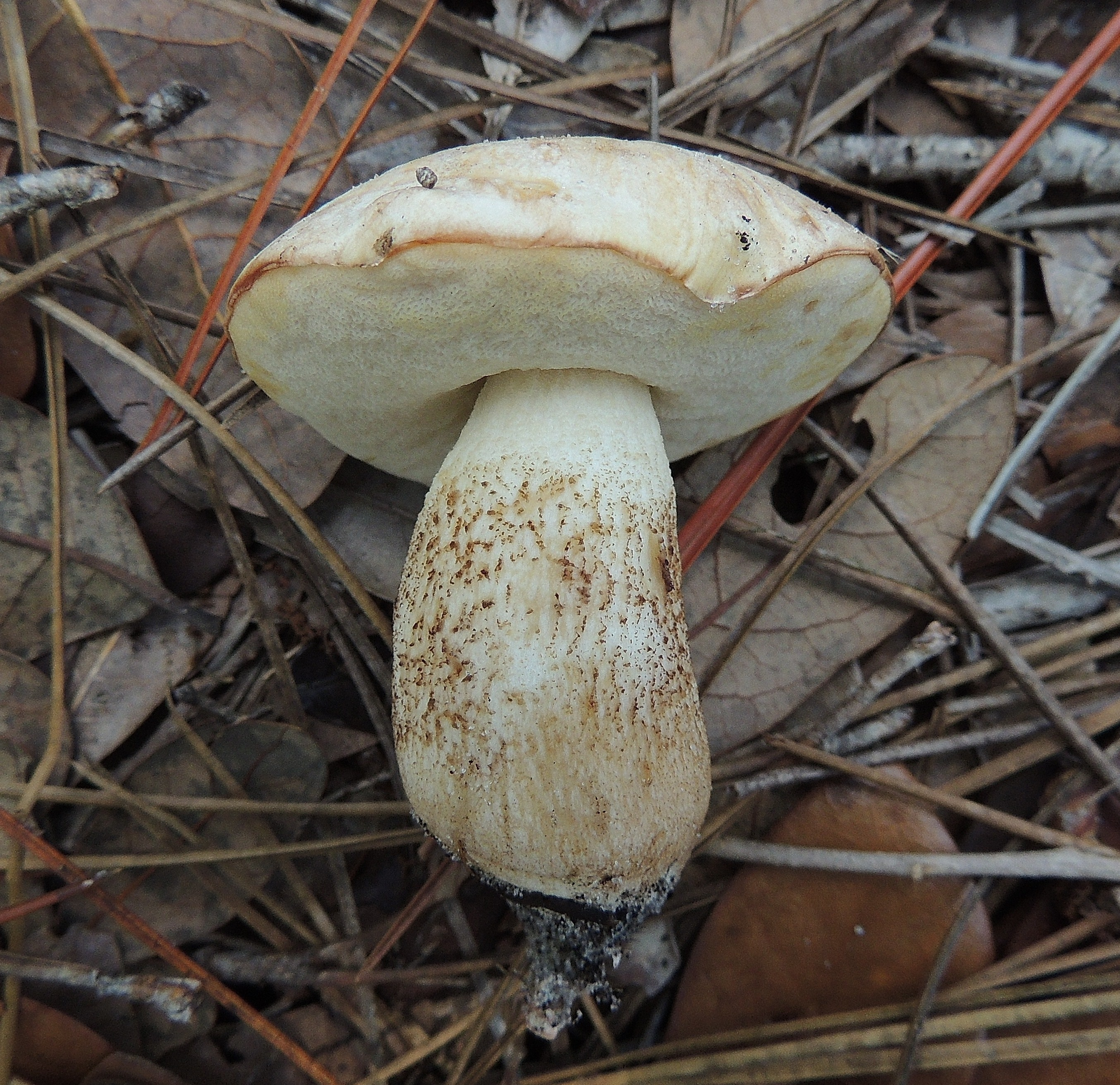
Leccinum chalybaeum
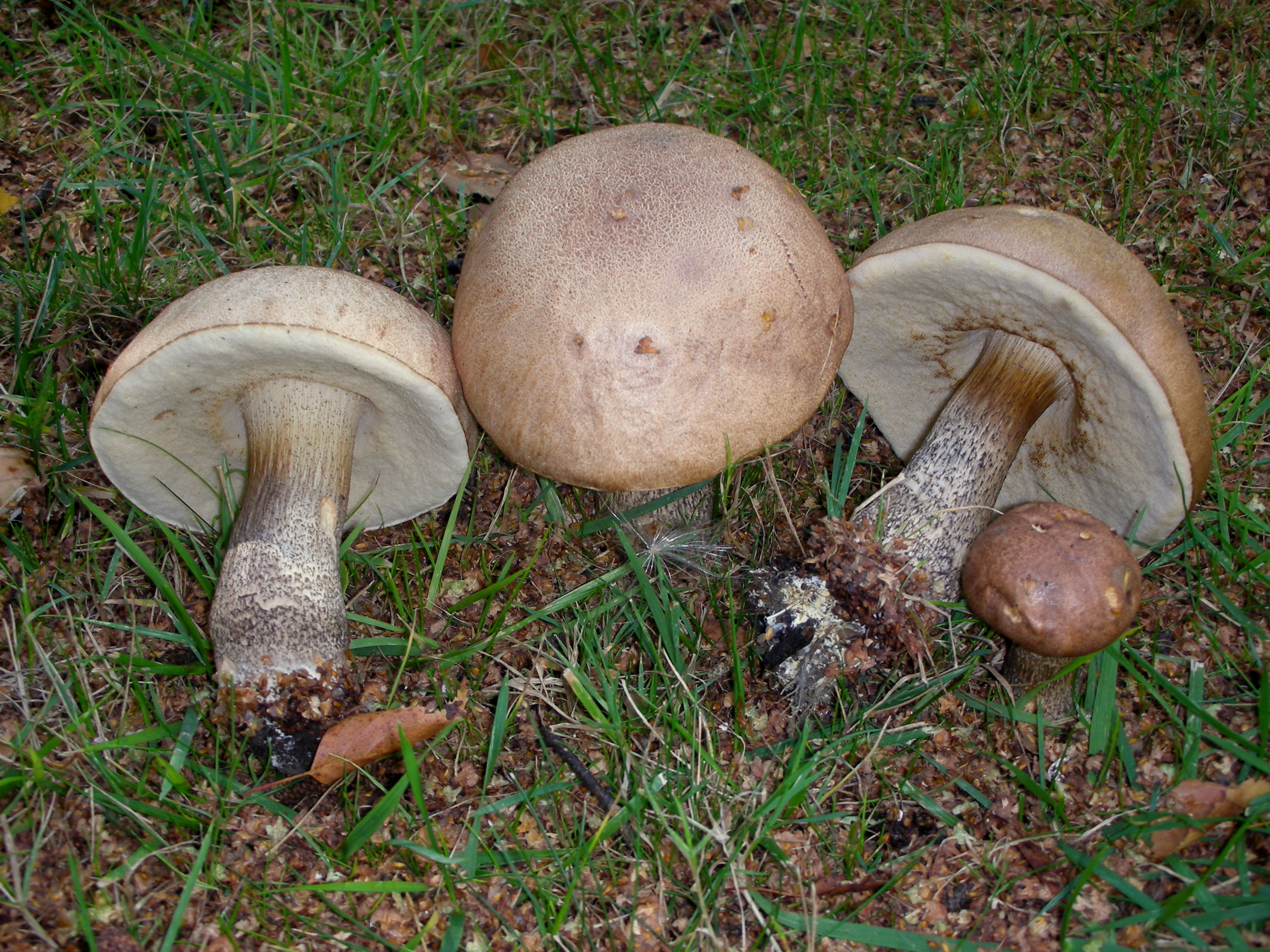
Leccinum cyaneobasileucum
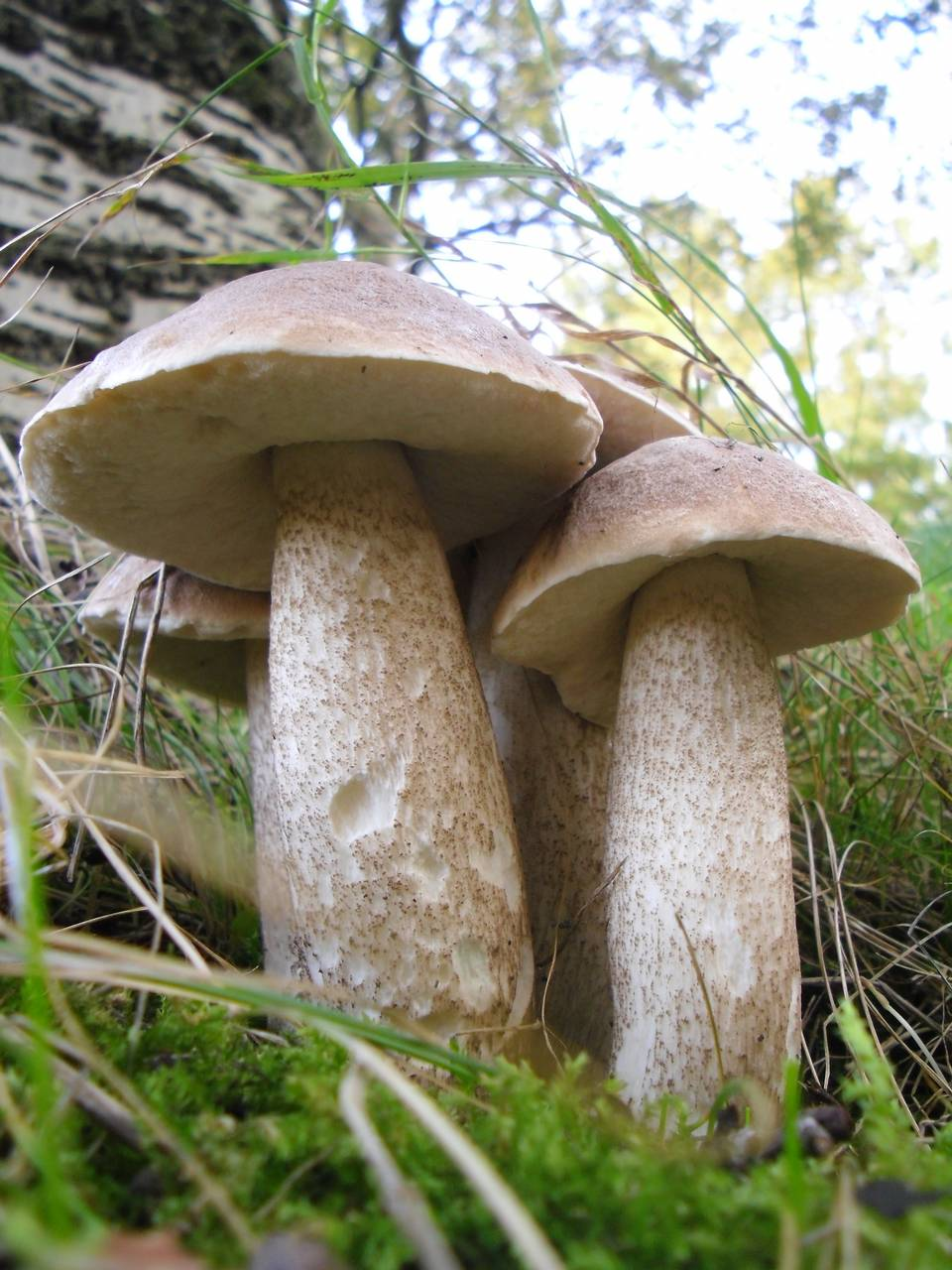
Leccinum duriusculum
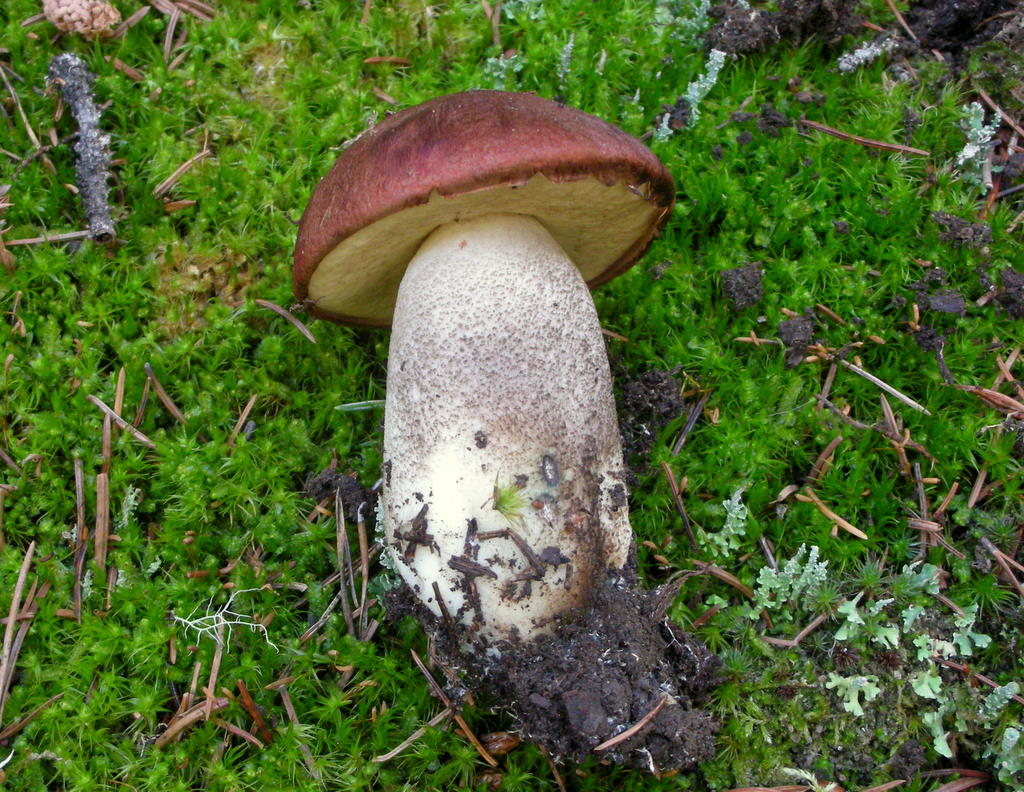
Leccinum fibrillosum
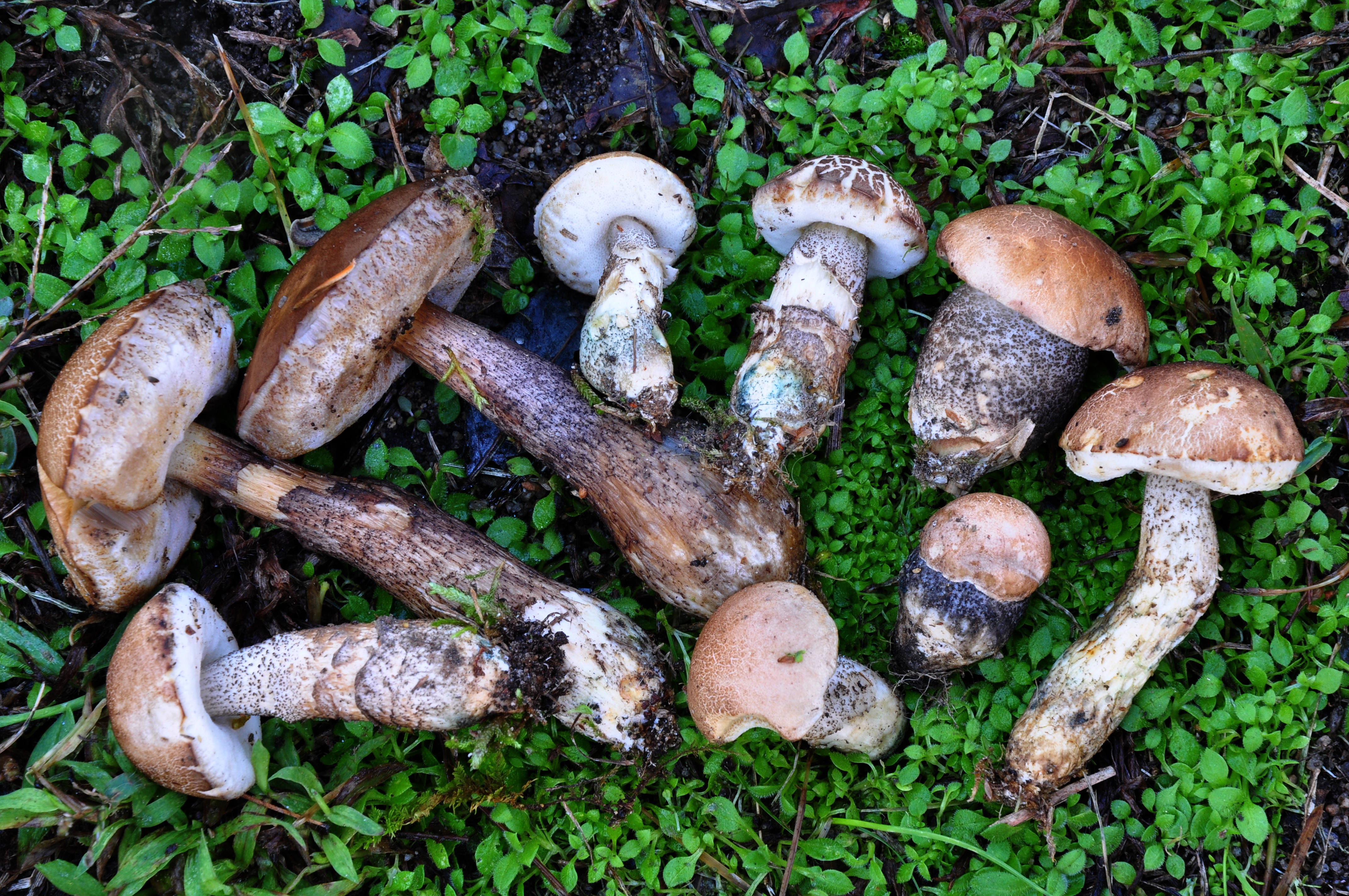
Leccinum flavostipitatum
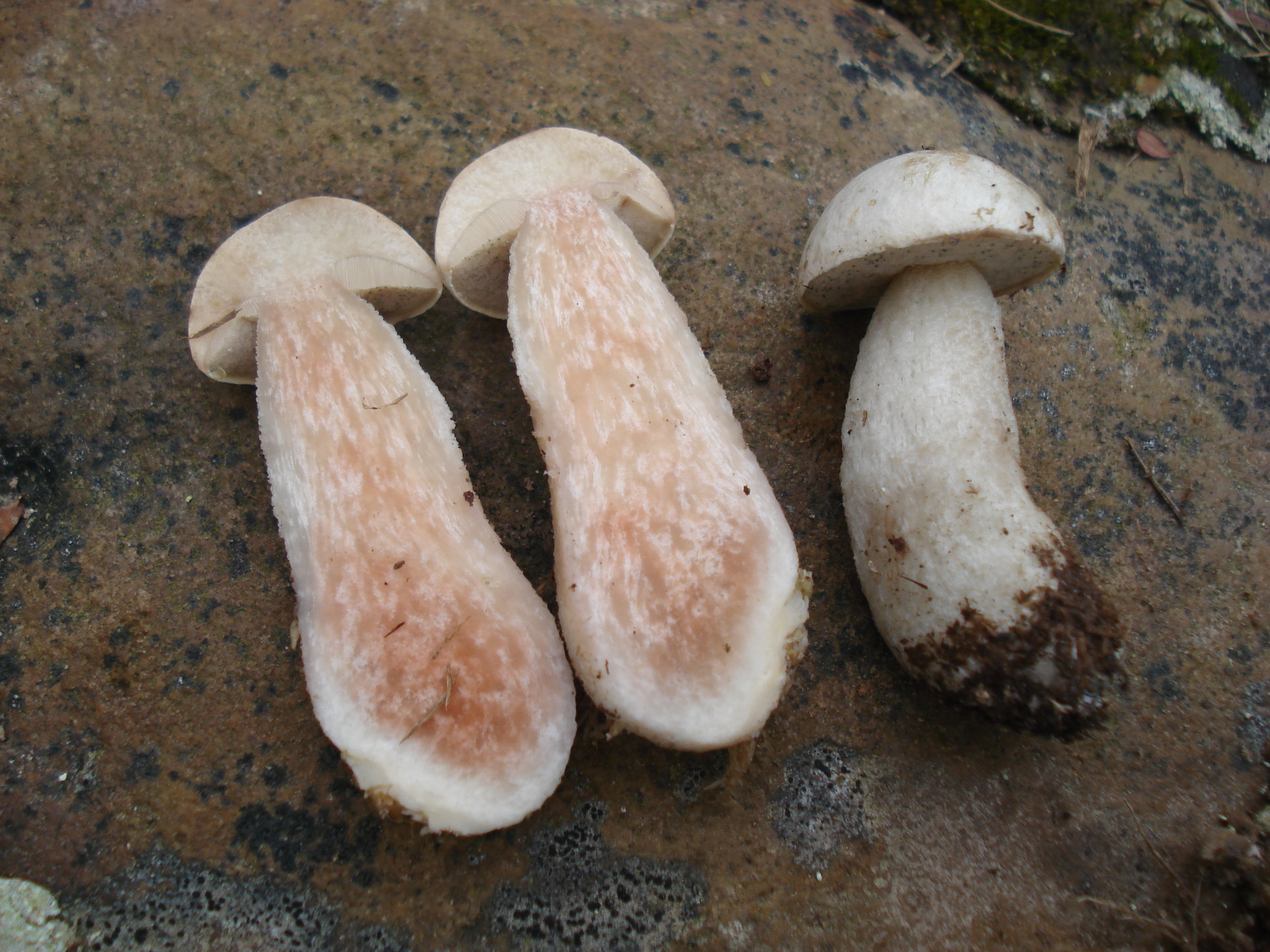
Leccinum holopus
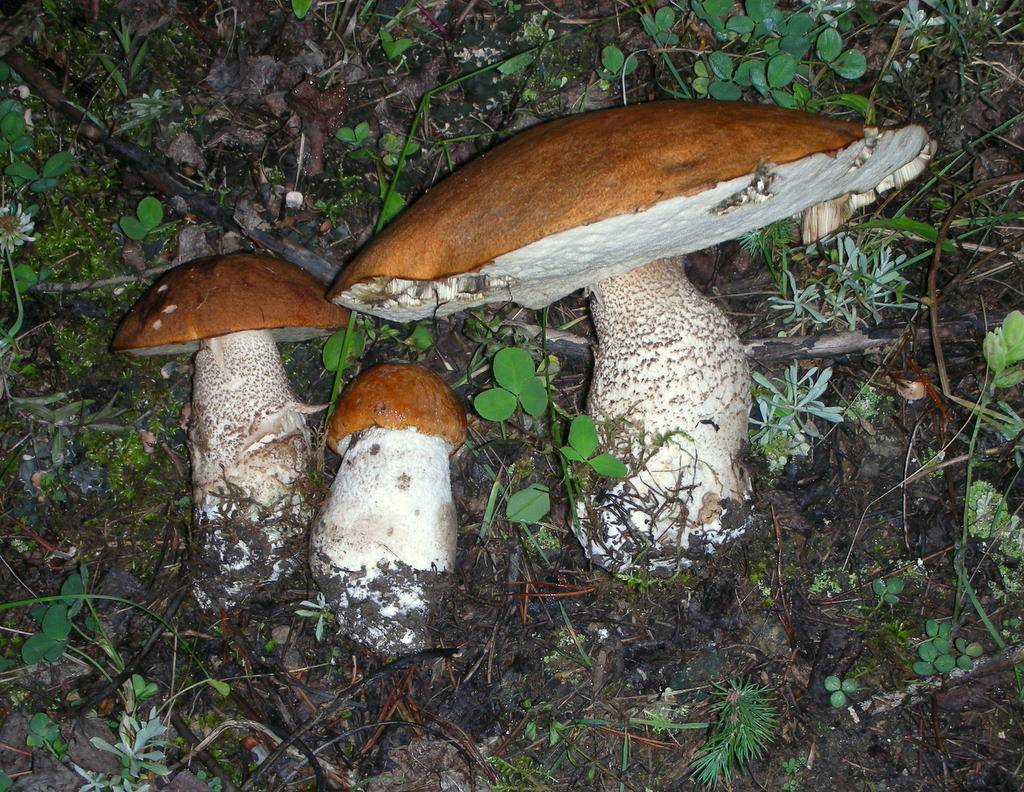
Leccinum insigne
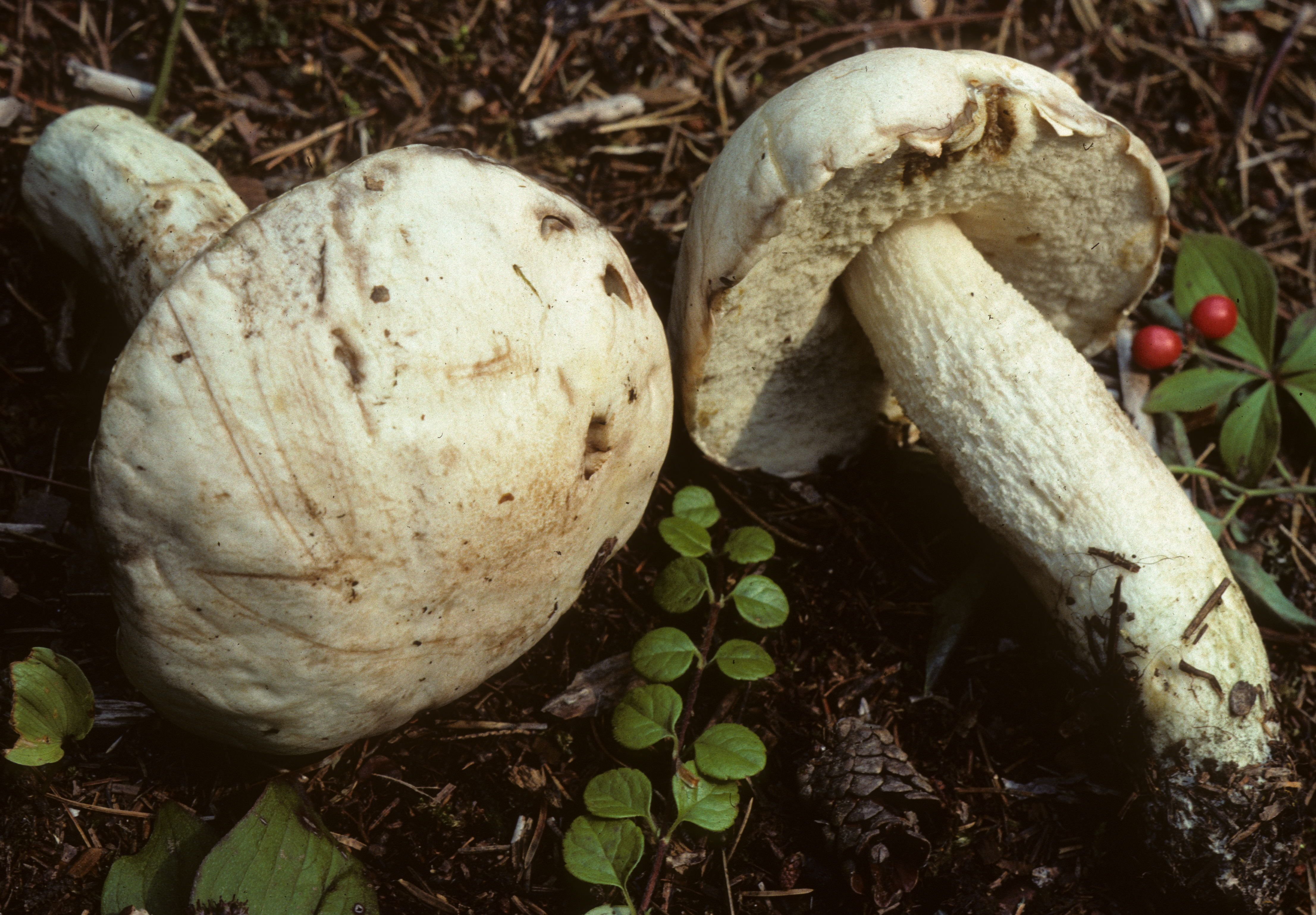
Leccinum insolens
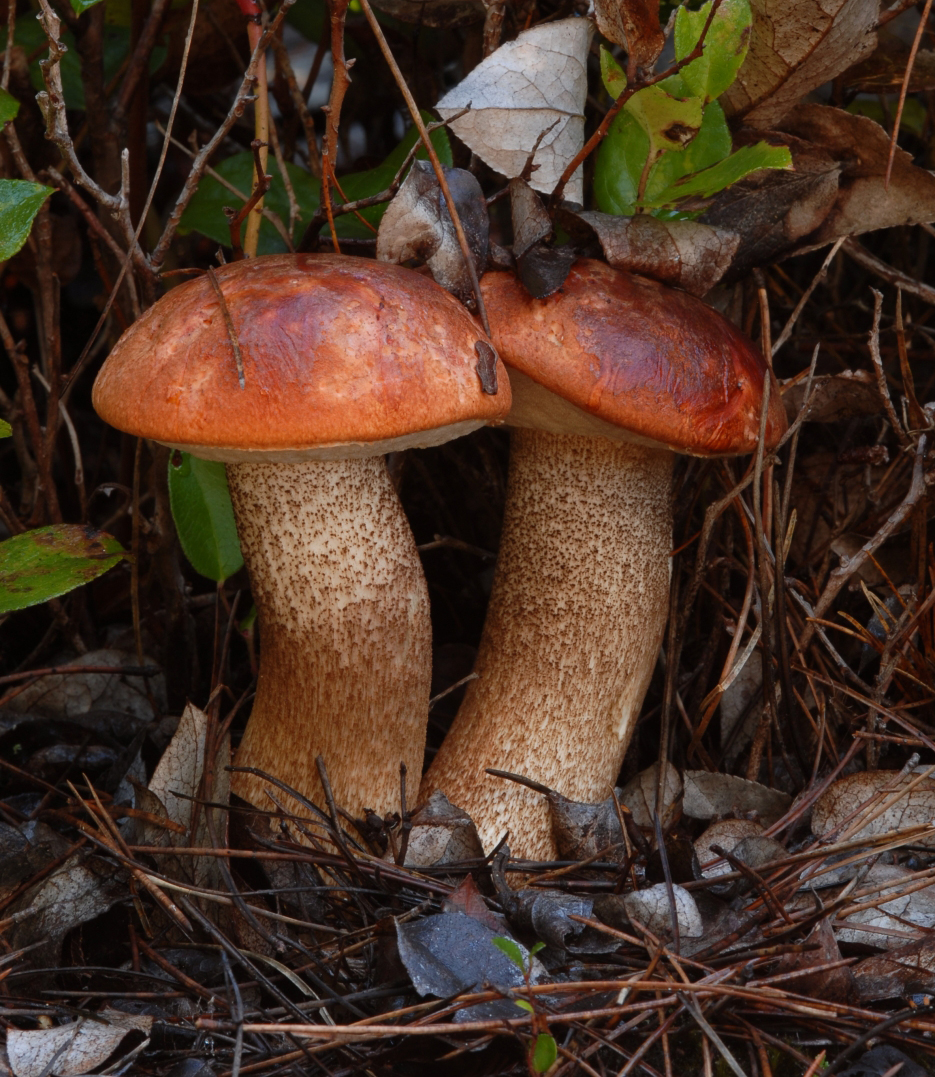
Leccinum manzanitae
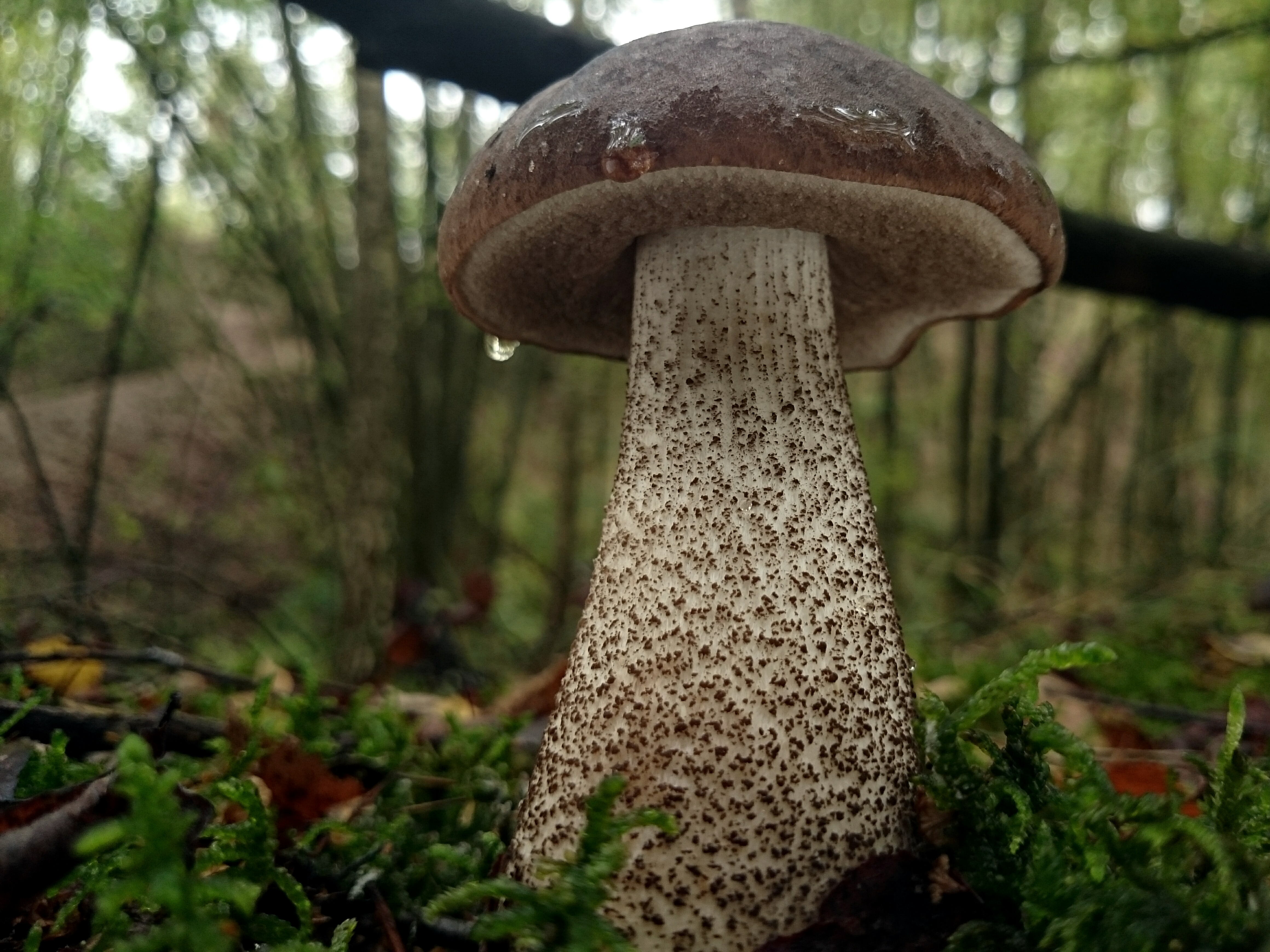
Leccinum melaneum
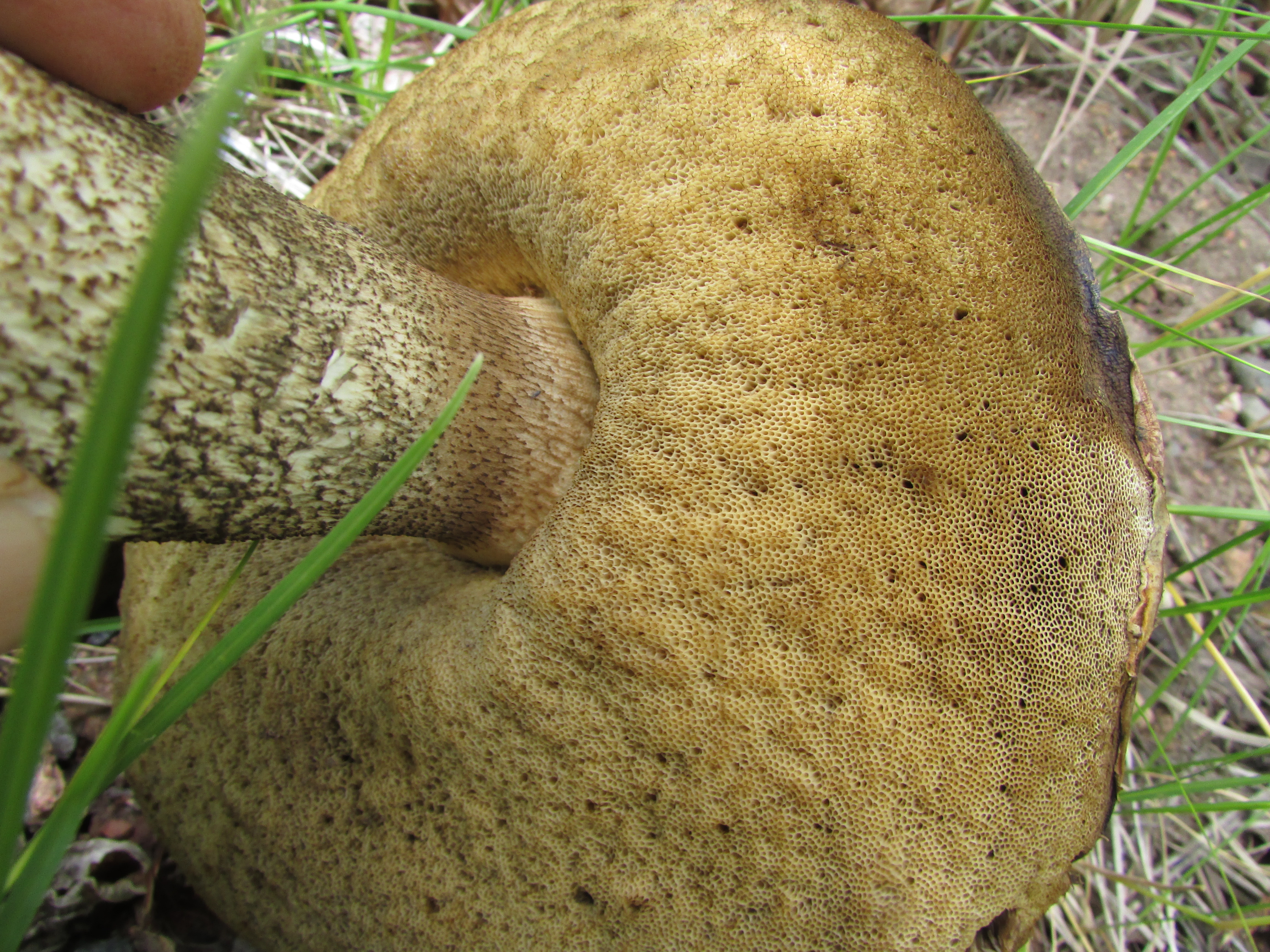
Leccinum montanum
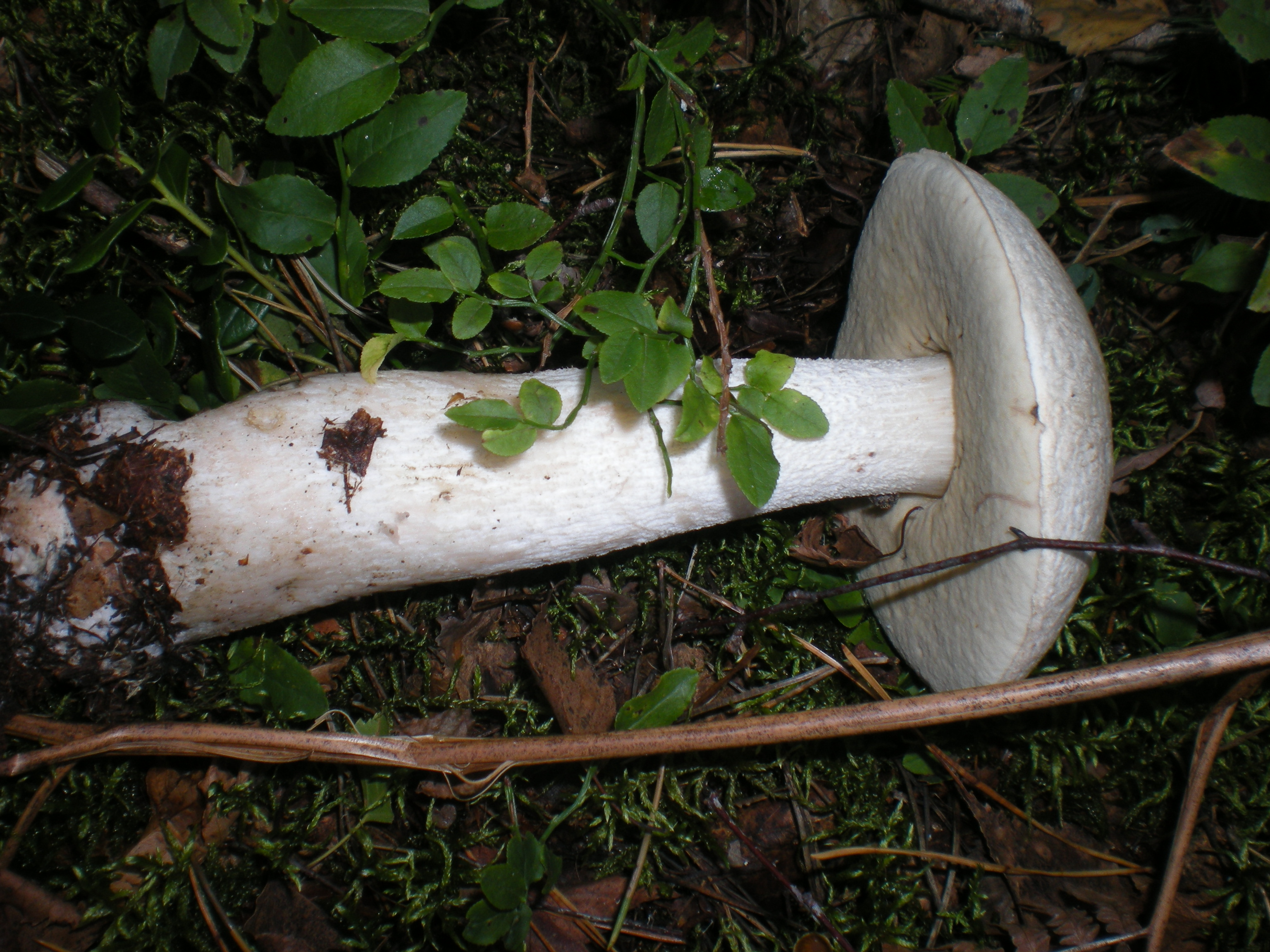
Leccinum percandidum
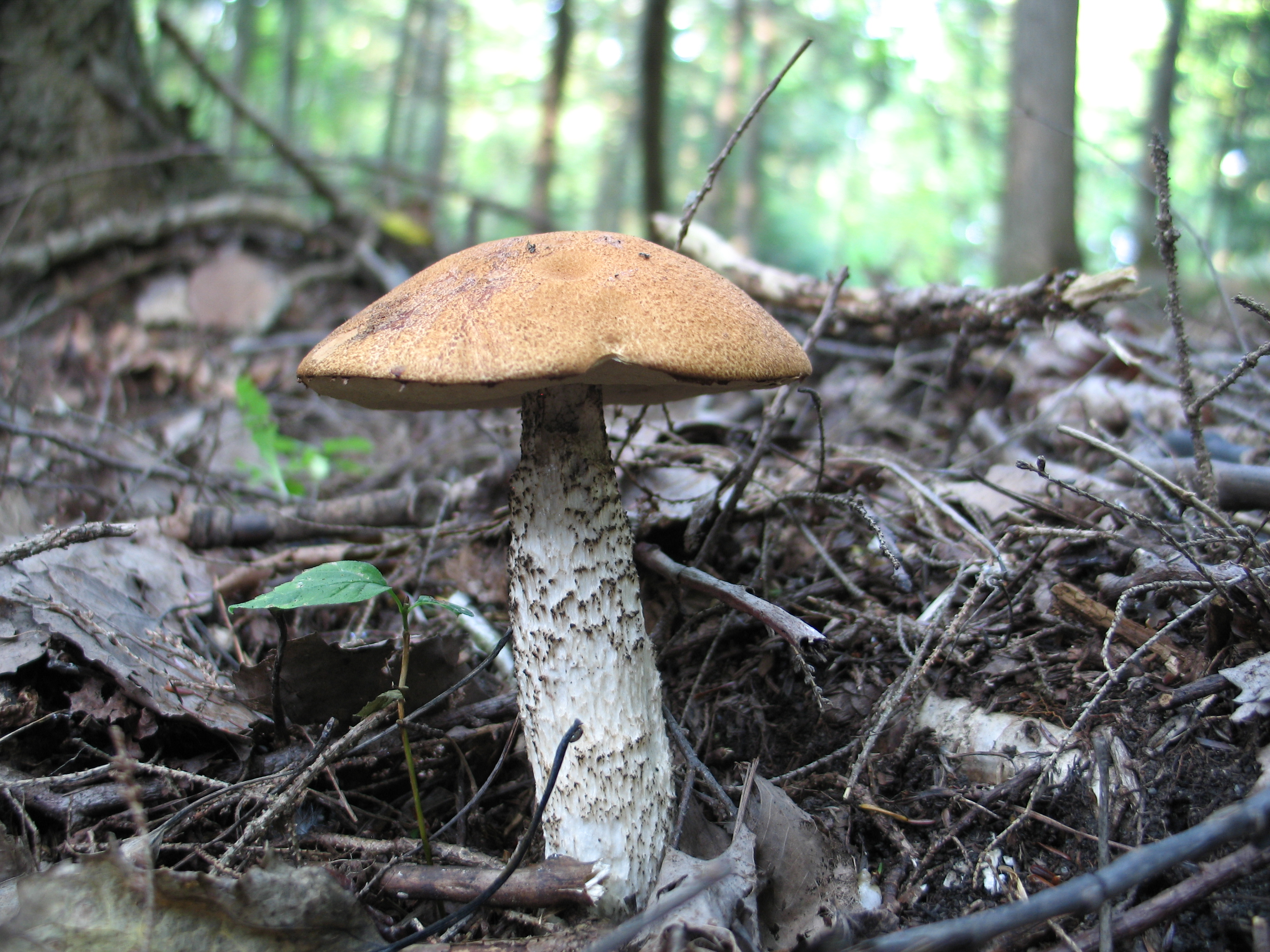
Leccinum piceinum
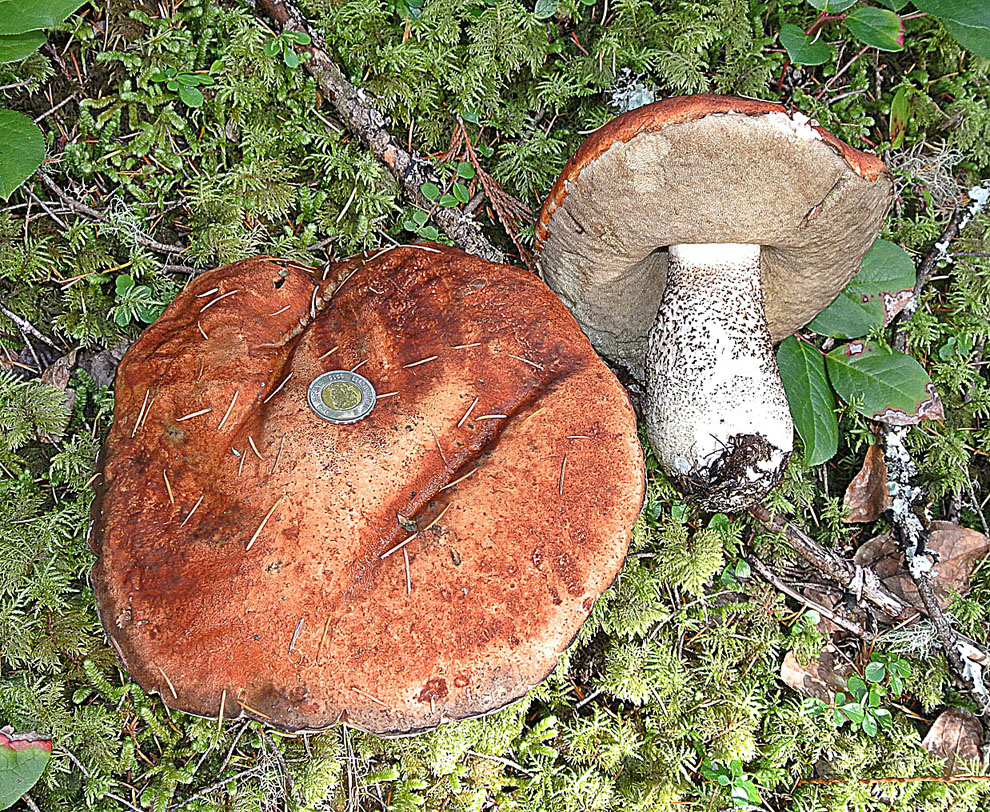
Leccinum ponderosum
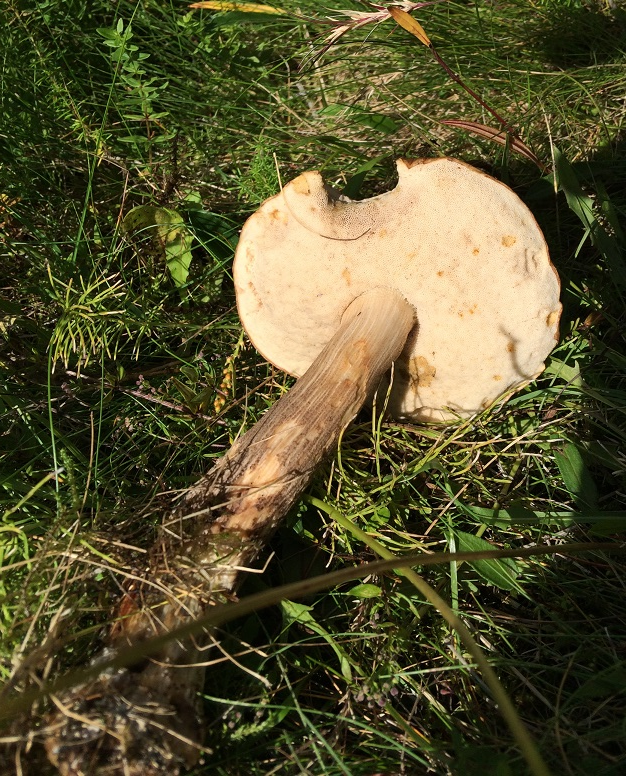
Leccinum rotundifoliae
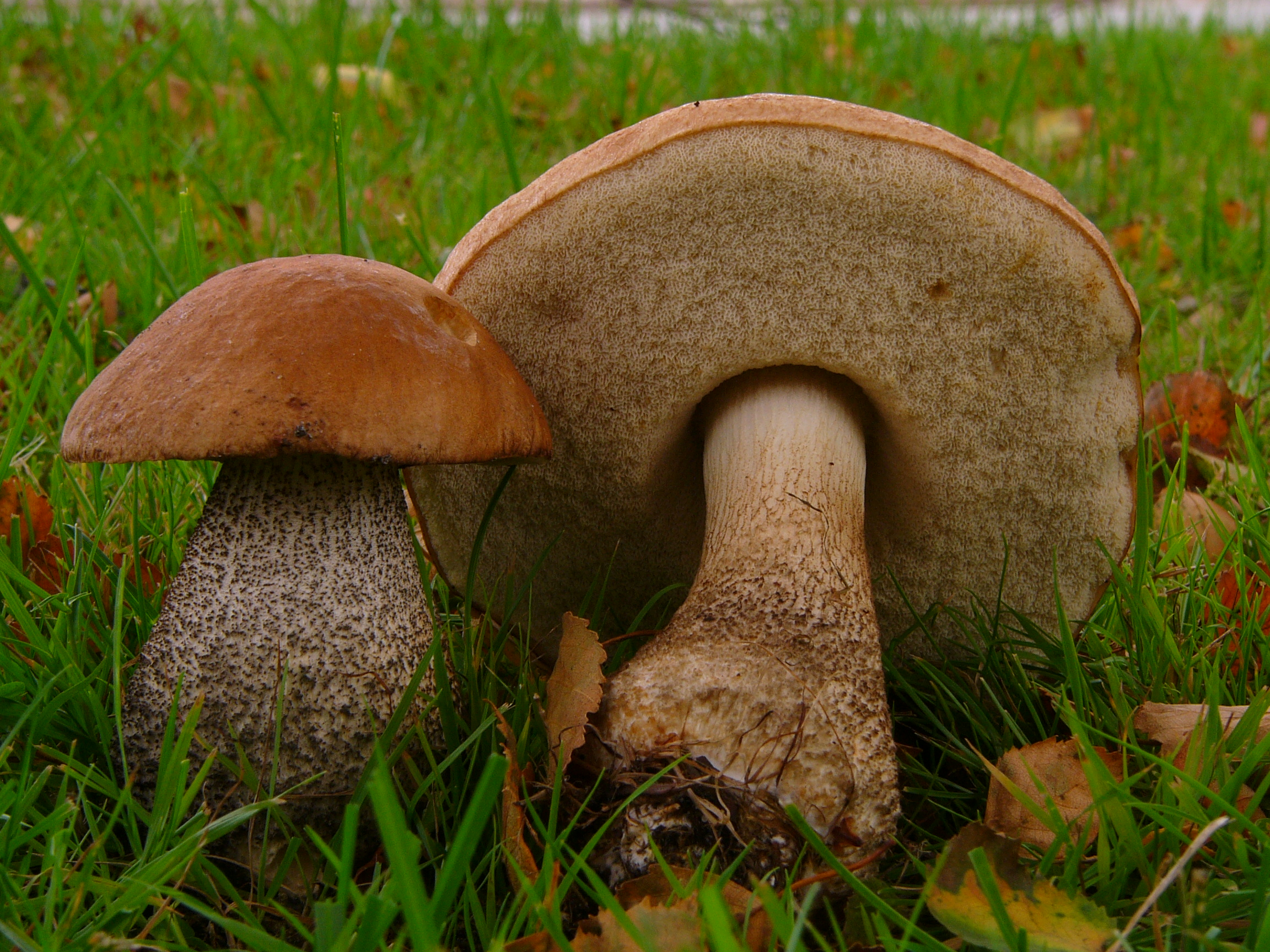
Leccinum scabrum
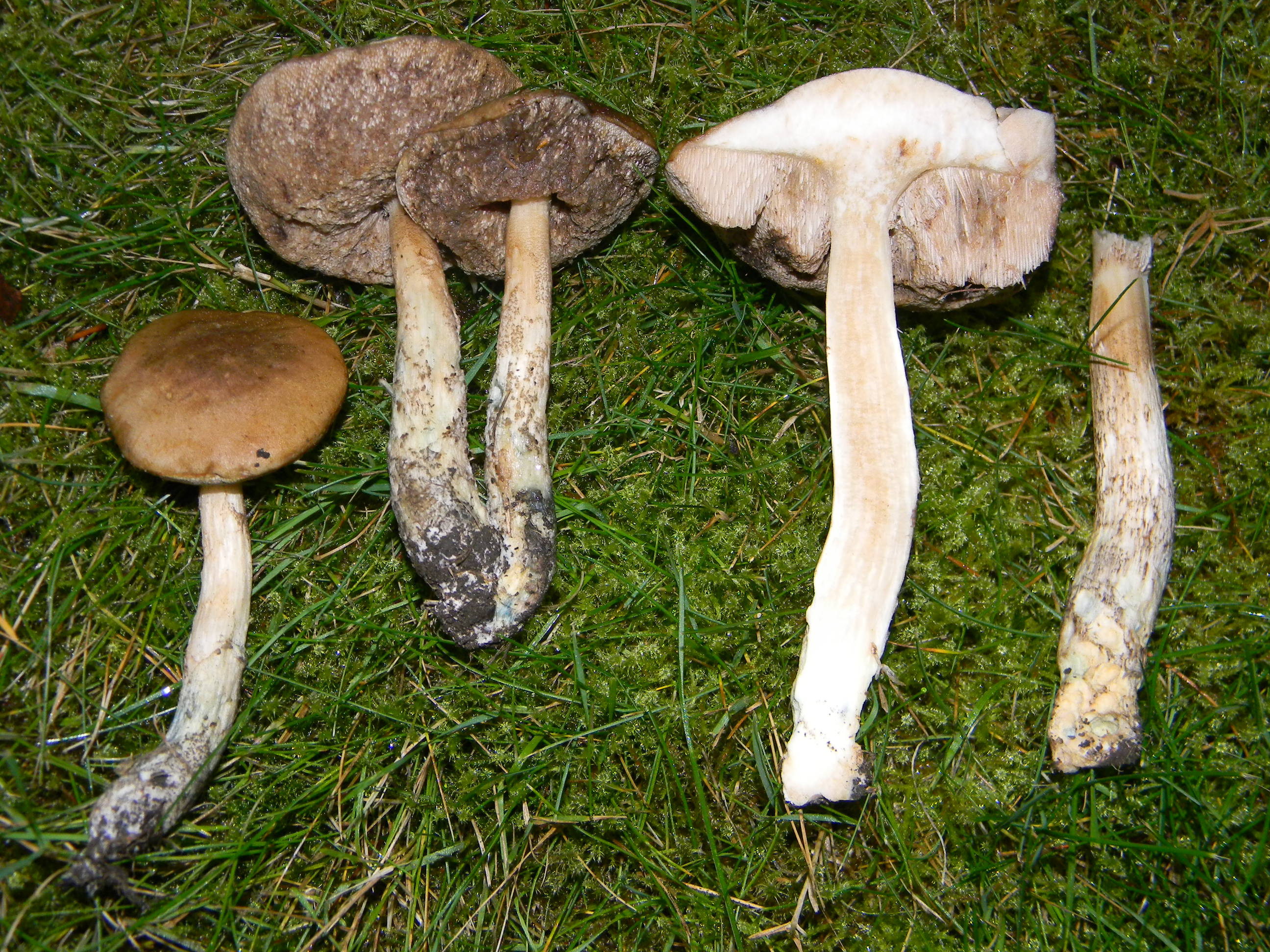
Leccinum schistophilum
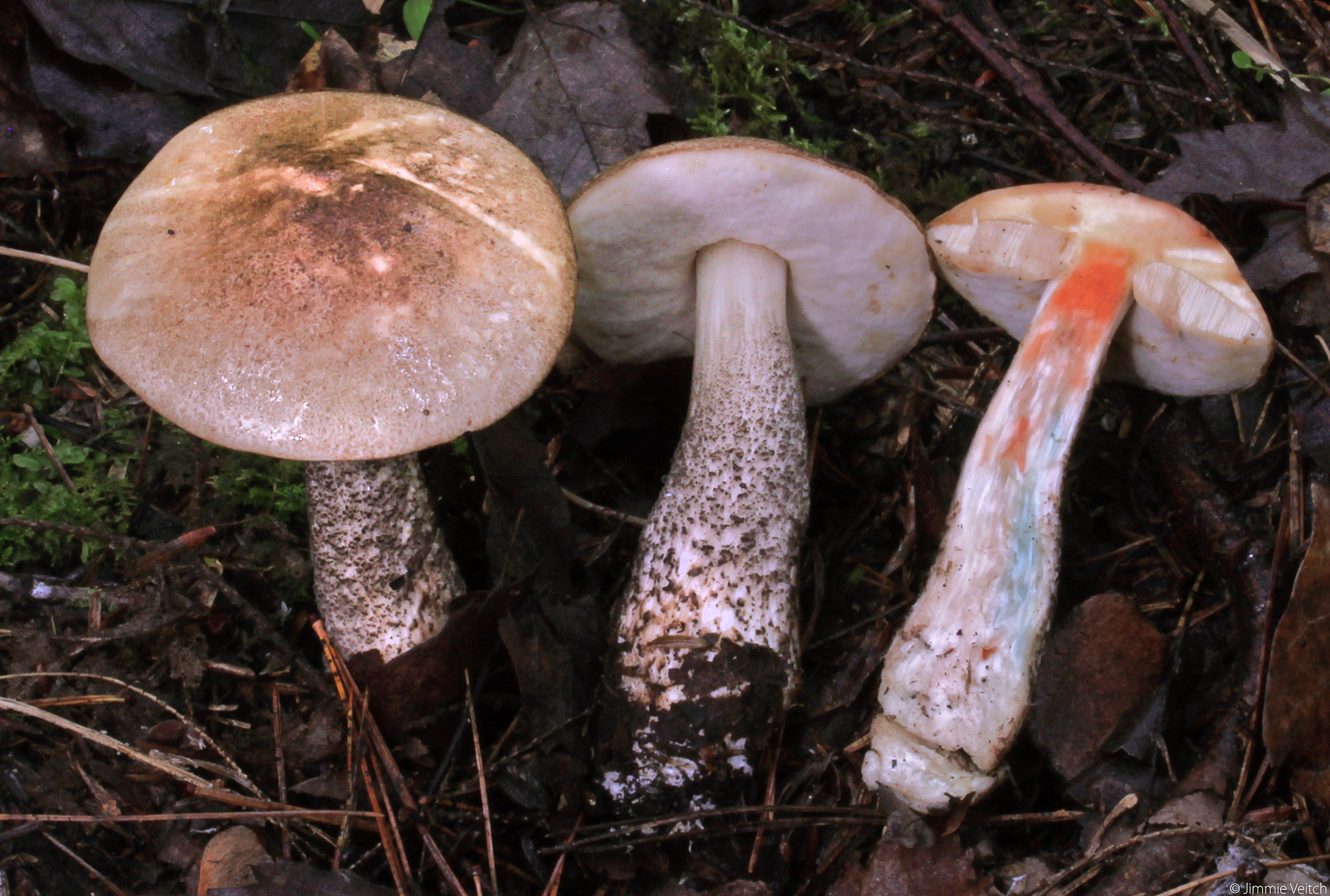
Leccinum snellii
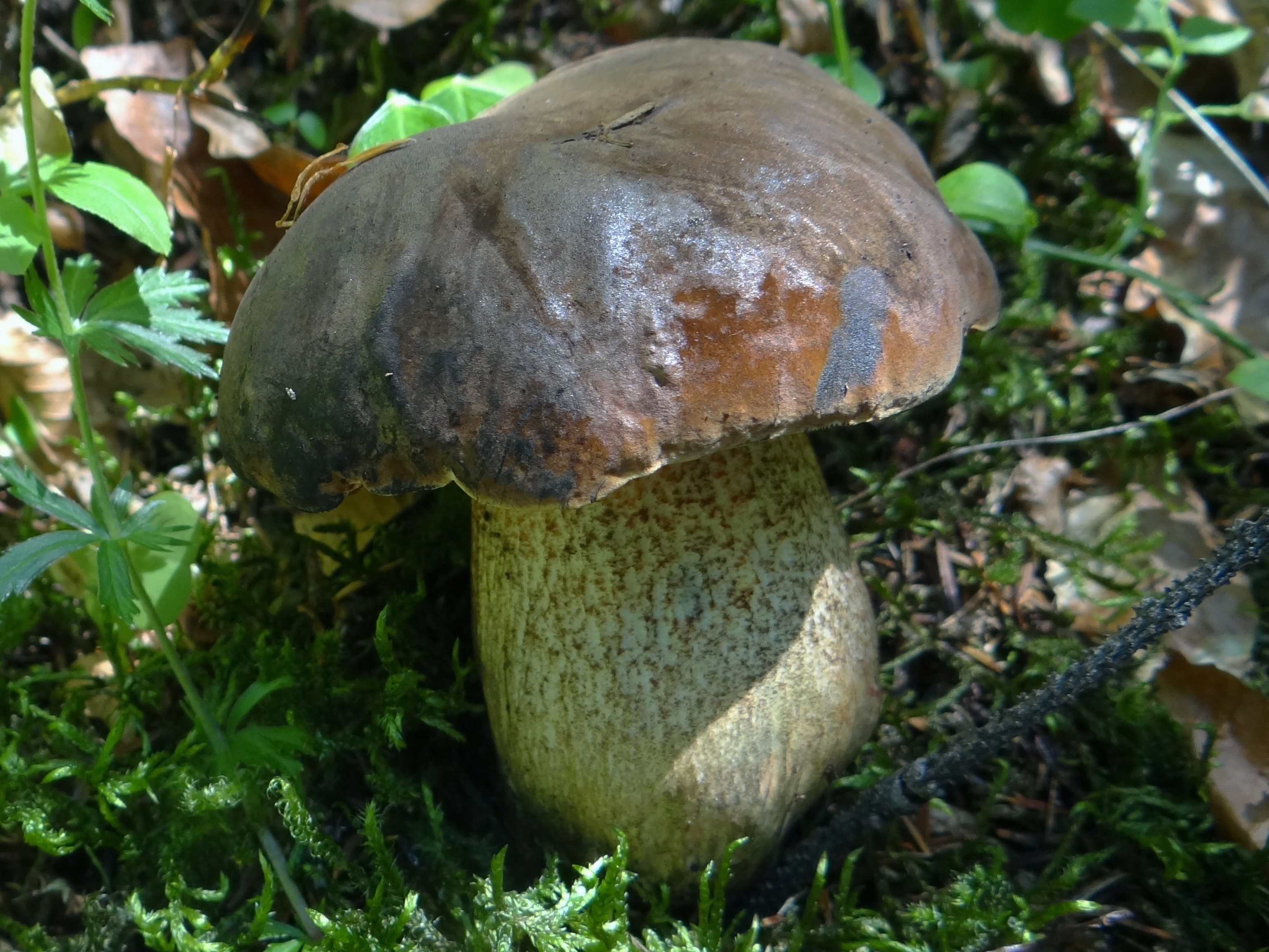
Leccinum variicolor
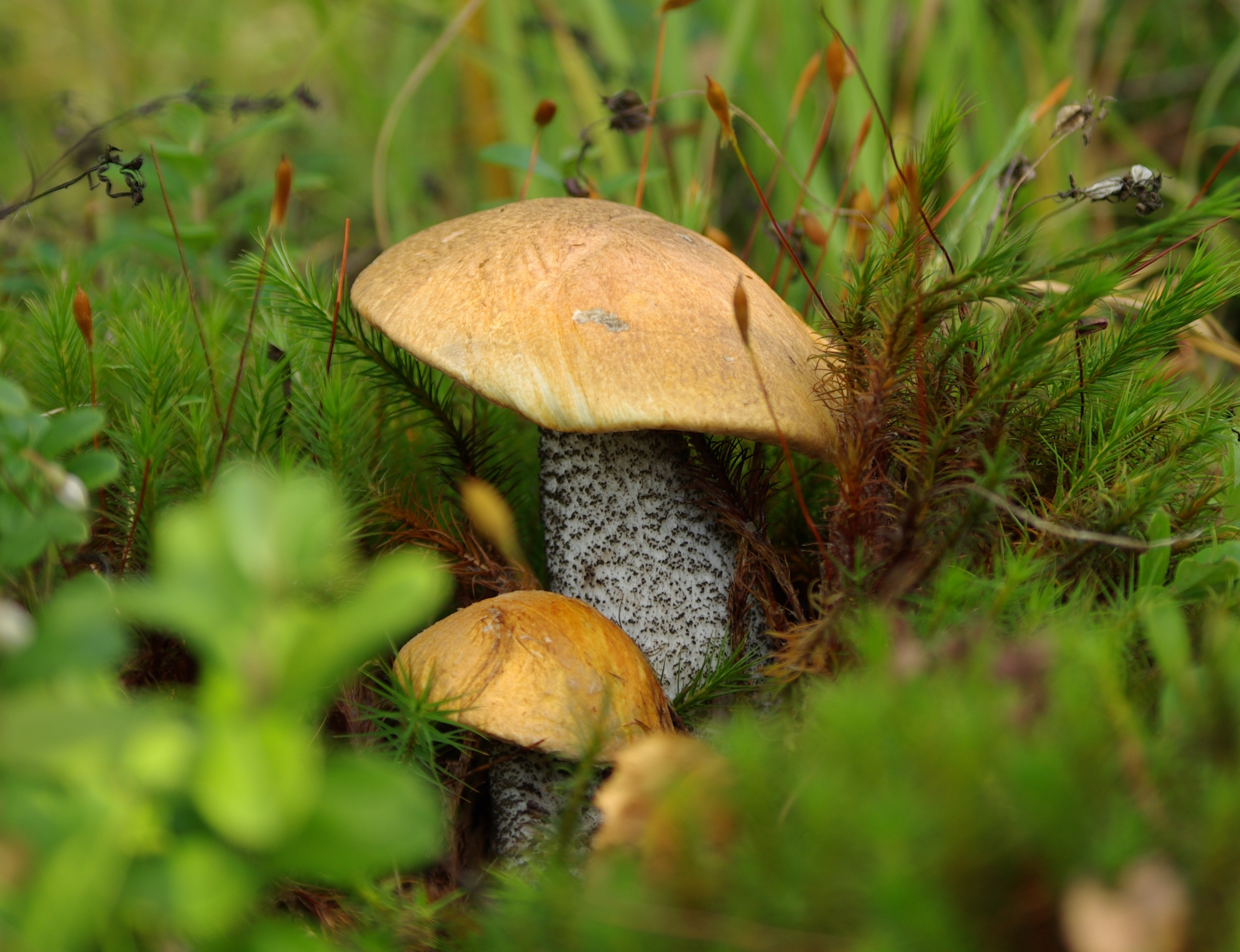
Leccinum versipelle
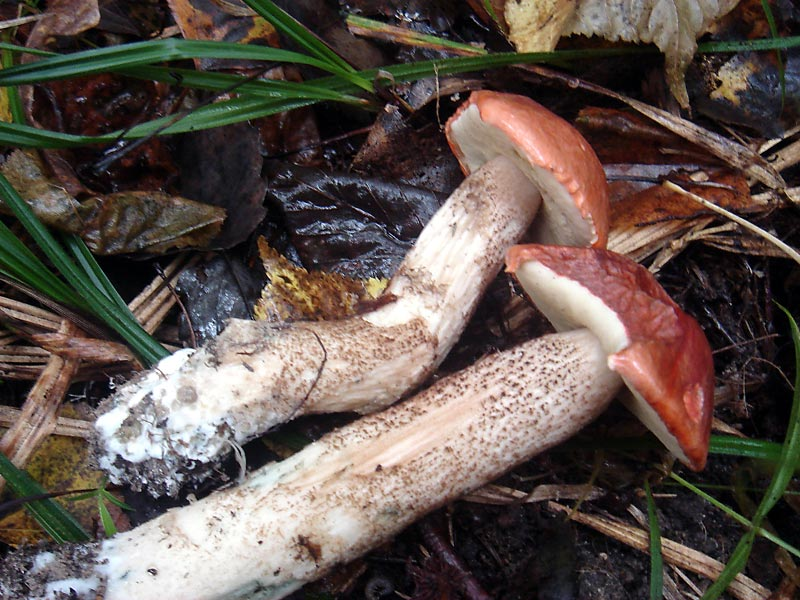
Leccinum vulpinum

## Classement phylogénique et aire d'indigénat
Arborescence simplifiée de la position phylogénétique des Leccinum dans les Boletaceae. :
- - Boletaceae
    - Boletus
      - Butyriboletus fechtneri Europe
        - Neoboletus erythropus Europe
          - Clade des edulis sensu lato
            - Clade des edulis sensu stricto

    - Chamonixia pachydermis
      - Boletus rubropunctus
      - Leccinellum albellum Amérique du Nord, Europe
        - Leccinellum pseudoscabrum Europe
        - Leccinellum crocipodium Europe
          - Leccinellum lepidum Europe, Méditerranée
          - Leccinellum corsicum Europe

    - Leccinum aurantiacum Europe, Amérique du Nord, Europe
    - Leccinum scabrum Europe, Amérique du Nord, Chine, Australie, Afrique, Amérique du Sud
      - Leccinum palustre Europe
      - Leccinum variicolor Europe
      - Leccinum flavostipilatum Amérique du Nord
      - Leccinum versipelle Europe, Amérique du Nord
      - Leccinum duriusculum Europe
        - Leccinum nigellum Europe
          - Leccinum callitrichum  Europe

      - Leccinum holopus Europe, Amérique du Nord
        - Leccinum nucatum Europe
        - Leccinum aerugineum  Europe

      - Leccinum schistophilum
        - Leccinum rotundifoliae Europe, Amérique du Nord
        - Leccinum rigidipes  Europe
        - Leccinum scabrum  Europe

      - Leccinum aurantiacum  Europe
        - Leccinum cerinum  Europe
          - Leccinum piceinum Europe
            - Leccinum manzanitae Amérique du Nord

          - Leccinum quercinum  Europe
            - Leccinum populinum Europe
            - Leccinum percandidum Europe

## Listes des espèces selon la classification linnéenne
- Leccinum aeneum  Amérique du Nord
- Leccinum aerugineum  Europe
- Leccinum alaskanum
- Leccinum albellum   Amérique du Nord
- Leccinum andinum   Amérique du Sud
- Leccinum arbuticola   Amérique du Nord
- Leccinum arenicola   Amérique du Nord
- Leccinum areolatum   Amérique du Nord
- Leccinum armeniacum   Amérique du Nord
- Leccinum atrostipitatum   Amérique du Nord  Europe
- Leccinum aurantiacum Europe - Bolet orangé ou bolet roux
- Leccinum atrostipitatum  Europe
- Leccinum brunneogriseolum  Europe
- Leccinum callitrichum   Europe
- Leccinum carpini   Europe
- Leccinum cartagoense   Amérique du Sud
- Leccinum cerinum  Europe
- Leccinum cinnamomeum  Amérique du Nord
- Leccinum coffeatum  Amérique du Nord   Europe
- Leccinum discolor   Amérique du Nord
- Leccinum duriusculum  Europe
- Leccinum excedens  Afrique
- Leccinum extremiorientale  Asie
- Leccinum fibrillosum  Amérique du Nord
- Leccinum flavostipitatum  Amérique du Nord
- Leccinum foetidum  Afrique
- Leccinum griseum  Europe, Amérique du Nord, Asie  - Bolet des charmes
- Leccinum holopus  Europe, Amérique du Nord, Asie
- Leccinum insigne   Amérique du Nord
- Leccinum insolens   Amérique du Nord
- Leccinum largentii   Amérique du Nord
- Leccinum lepidum  Europe
- Leccinum luteum  Amérique du Nord
- Leccinum manzanitae  Amérique du Nord
- Leccinum melaneum  Europe
- Leccinum molle  Europe
- Leccinum neotropicale  Amérique du Sud
- Leccinum nigellum   Europe
- Leccinum nucatum  Europe
- Leccinum onychinum
- Leccinum olivaceosum  Europe
- Leccinum palustre  Europe
- Leccinum percandidum  Europe
- Leccinum piceinum  Europe
- Leccinum ponderosum  Amérique du Nord
- Leccinum populinum   Europe
- Leccinum porphyreum  Afrique
- Leccinum potteri  Amérique du Nord
- Leccinum pseudoscabrum
- Leccinum quercinum  Europe, Asie, Amérique du Sud
- Leccinum quercophilum
- Leccinum rigidipes   Europe
- Leccinum roseofractum  Europe, Amérique du Nord
- Leccinum roseotinctum
- Leccinum rotundifoliae  Europe,  Amérique du Nord
- Leccinum rubroscabrum  Afrique
- Leccinum rubrum  Asie
- Leccinum rugosiceps Asie, Amérique du Nord, Amérique du Sud
- Leccinum salicola  Europe
- Leccinum scabrum  Europe
- Leccinum schistophilum
- Leccinum snellii  Amérique du Nord
- Leccinum subatratum  Amérique du Nord
- Leccinum subglabripes  Amérique du Nord
- Leccinum subgranulosum  Amérique du Nord
- Leccinum subradicatum  Asie
- Leccinum talamancae  Amérique du Sud
- Leccinum umbonatum  Afrique
- Leccinum umbrinoides
- Leccinum variicolor  Europe, Asie
- Leccinum versipelle  Europe, Amérique du Nord, Asie
- Leccinum vinaceopallidum  Amérique du Nord
- Leccinum vulpinum

## Principales espèces européennes
Les principales espèces sont :

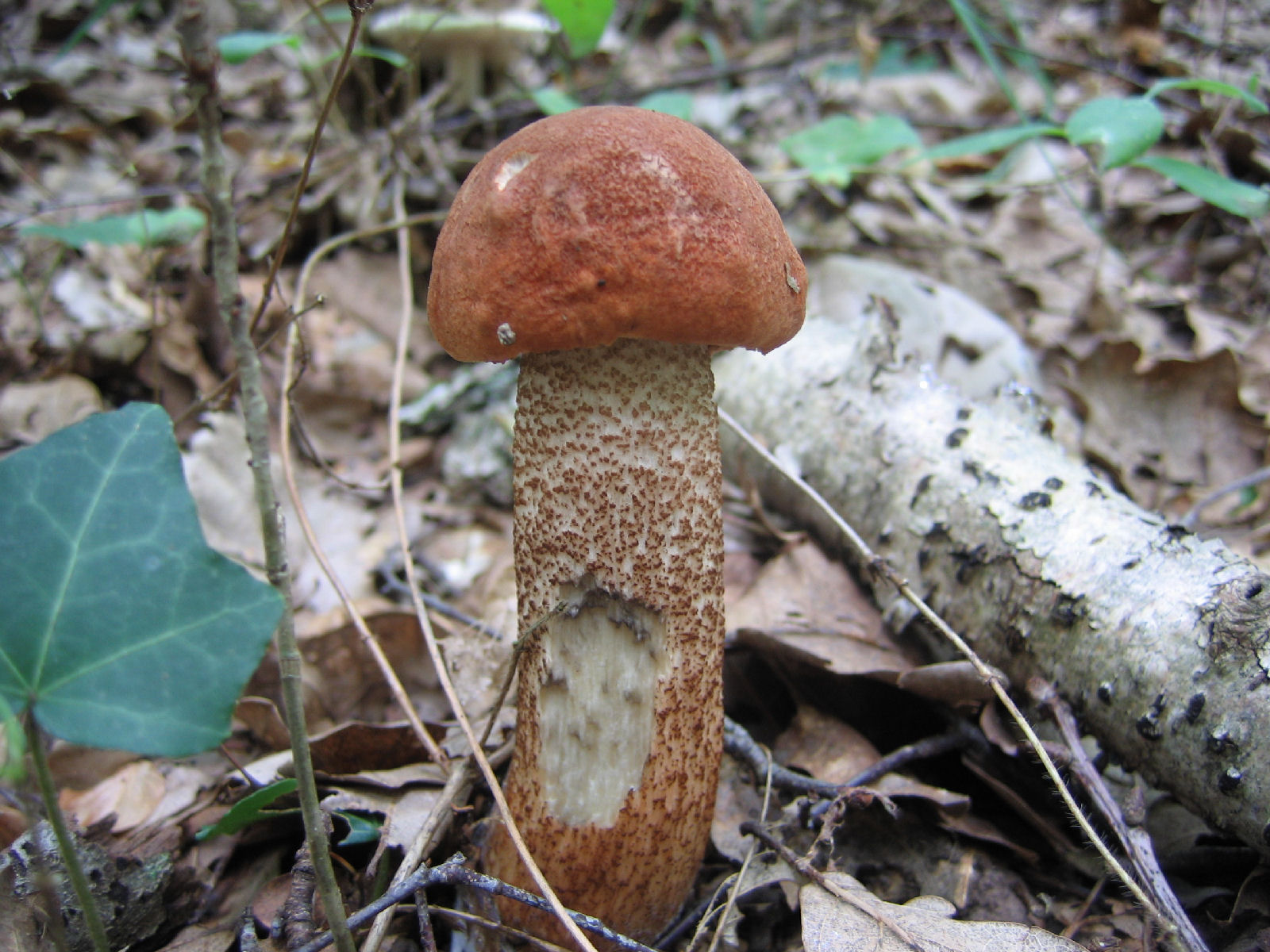
Leccinum aurantiacum

- Leccinum aurantiacum, orangé (chapeau et écailles du pied), sous bouleaux et trembles, réputé le meilleur,
- Leccinum duriusculum, gris, ferme, sous les peupliers,
- Leccinum holopus, blanchâtre, verdissant à la base du pied, sous les bouleaux,
- Leccinum quercinum, très proche de aurantiacum, sous les chênes,
- Leccinum scabrum, brun, surtout sous les bouleaux,
- Leccinum versipelle, orangé, écailles du pied grises, sous les bouleaux.

Les Leccinum sont pour leur grande majorité comestibles et ne présentent guère de risques de confusion avec des espèces dangereuses. Pourtant leur chair molle (voire véreuse) ou au contraire fibreuse dans le pied, s'oxydant souvent à l'air, n'en fait pas toujours un premier choix. On pourra néanmoins faire un plat honorable si on se cantonne aux exemplaires très jeunes et fermes ; sauf s'ils sont, idéalement, encore en « bouchon de champagne », on éliminera toujours les tubes.[réf. nécessaire]